# Churupaque
Xurupaque, Churupaque ou Shuruppak (em sumério: 𒋢𒆳𒊒𒆠; romaniz.: ŠuruppagKI), a atual Tel Fara, foi uma cidade da Suméria situada ao sul de Nipur, nas margens do Eufrates, na atual província de Cadésia, no Iraque. Escavações no sítio revelaram indícios de uma grande inundação cerca de 2 750 a.C..